# Aristobia testudo
Sâu đục thân nhãn vải (Danh pháp khoa học: Aristobia testudo) là một loài côn trùng trong họ Cerambycidae. Chúng chuyên gây hại trên những cây nhãn và cây vải. Những cây, cành bị sâu đục thân sẽ còi cọc kém phát triển, lá nhỏ bị vàng hơn, cây cho năng suất quả kém, gây chết cành thậm chí là chết cả cây.

## Đặc điểm
Sâu trưởng thành là loài bướm rất nhỏ, thân dài khoảng 3mm, sải cánh rộng 8-9mm. Cánh và toàn thân màu nâu, trên cặp cánh trước có một đốm màu vàng sáng ở chóp cánh. Rìa cánh trước và cánh sau có hàng lông dài, mịn, màu đen. Cánh sau rất hẹp. Chân dài và mảnh. Râu đầu dài và hướng về phía trước khi bướm đậu. Sâu non rất nhỏ, màu xanh nhạt, đốt bụng dài và có nhiều lông ngắn, đẫy sức dài 5mm. Nhộng rất nhỏ, lúc đầu màu xanh nhạt, khi sắp vũ hoá có màu vàng nâu.

## Sinh sản
Trứng đẻ rải rác trên lá nhãn non, gần gân chính. Sâu non sau khi nở đục vào gân chính của lá non, làm gân chính và phần phiến lá quanh đó biến màu nâu, khô và cong lại, lá biến dạng. Sau khi đẫy sức sâu non chui ra khỏi gân lá nhả tơ kết thành lớp màng trắng đục và hoá nhộng dưới lớp màng trắng này.
Khi mật độ sâu cao, nhiều lá non bị hại, ảnh hưởng lớn đến sự phát triển và ra hoa sau này của cây. Ở đồng bằng Sông Cửu Long, sâu phát sinh gây hại nhiều trên các đợt ra ra lá non rộ tháng 8-9. Sâu đục gân lá nhãn thường bị nhiều loài ong ký sinh tấn công. Vòng đời 20-30 ngày, trong đó thời gian trứng 3-4 ngày, sâu non 10-15 ngày, nhộng 5-7 ngày, bướm sống 5-7 ngày.

## Gây hại
Chúng đẻ trứng rãi rác gần gân chính của lá đọt. Sau khi nở, sâu non đục vào cắn phá gân chính của lá nhãn non vẫn còn màu nâu đỏ chưa chuyển sang màu xanh, làm cho gân chính và mô lá hai bên bị hủy hoại biến thành màu nâu đỏ, sau đó khô (nhìn như lá bị cháy), vết cháy nhỏ dần về phía cuống lá, tạo thành hình mũi nhọn như chữ V. Phần lá còn xanh sẽ bị biến dạng, cong queo. Sau này vết cháy bị khô giòn, nếu gặp mưa gió mạnh thì vết cháy bị rách làm hai. Triệu chứng bị sâu đục gân lá gây hại làm nông dân rất dễ nhầm lẫn là triệu chứng bệnh.